# Falculea palliata
El vanga piquicurvo (Falculea palliata) es una especie de ave paseriforme de la familia Vangidae. Es monotípica dentro del género Falculea.

## Descripción

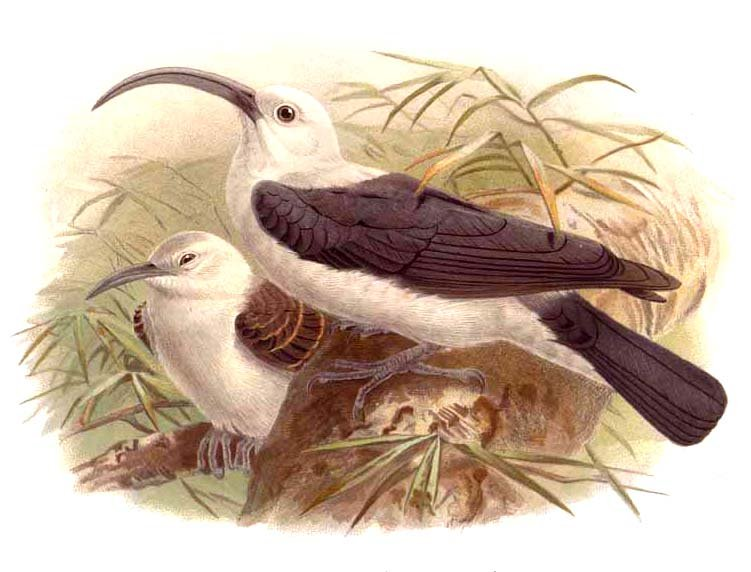
Ilustración de una pareja de vangas piquicurvos.

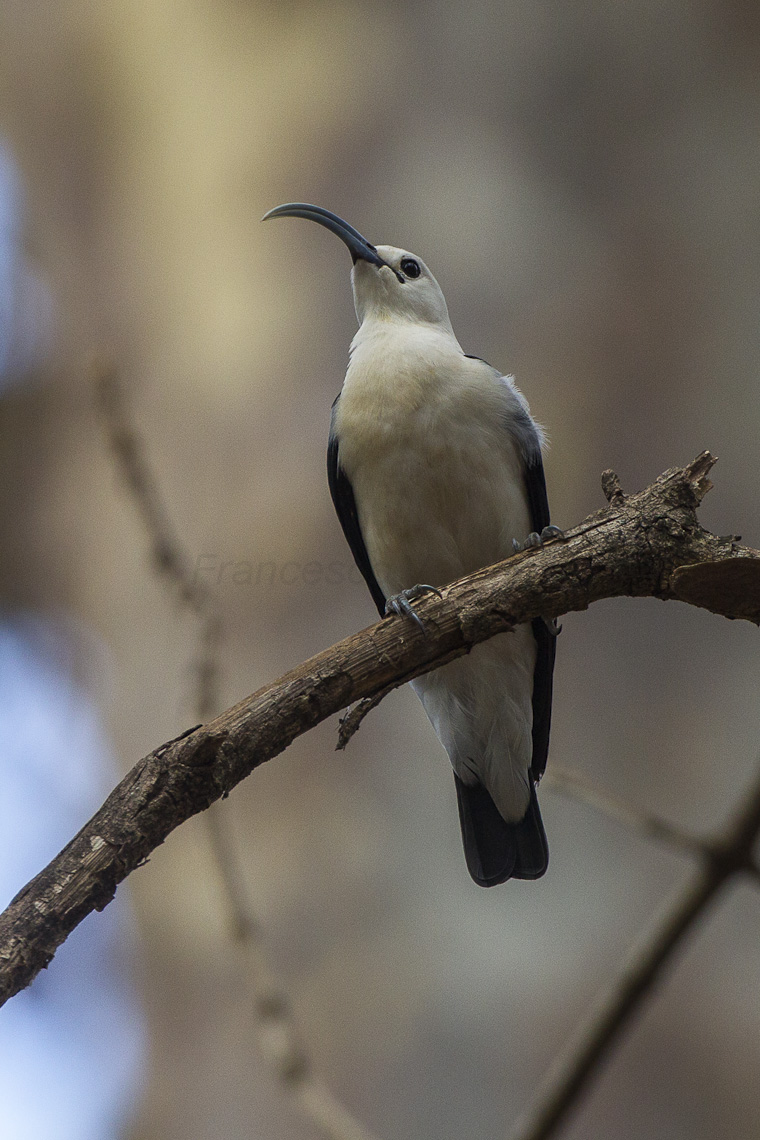
Vanga piquicurvo posado en un árbol.

El vanga piquicurvo es el mayor de las vangas, mide 32 cm de largo y pesa 106 a 119 gramos. Su aspecto más distintivo es su pico, el cual es muy curvado y mide 77 mm y es de color azul-grisáceo tornándose a marfil en su extremo. El plumaje es muy vistoso, su cabeza, pecho y vientre son blancos, mientras que la espalda, alas y cola son negros con un reflejo azulado. Su iris es marrón y el anillo orbital alrededor del ojo es negro. Posee patas fuertes de color entre gris oscuro a azul claro. No presenta dimorfismo sexual. Los ejemplares juveniles son similares a los adultos pero las plumas negras de la espalda y alas poseen extremos beige.

## Distribución y hábitat

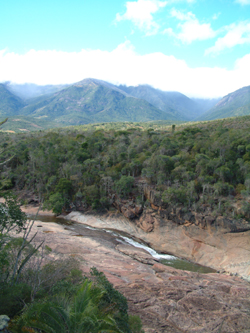
El Parque nacional Andohahela es uno de los varios parques en los cuales habita el vanga piquicurvo.

El vanga piquicurvo es endémica de Madagascar, encontrándose en todo el sector occidental de la isla. Habita desde el nivel del mar hasta elevaciones de 900 m. Si bien se encuentra en el bosque seco de hoja caduca como también en zonas de bosque espinoso, también se ve en la sabana y zonas boscosas en cercanías de villas. Esta no es una especie migratoria.
Se alimenta de diversos invertebrados terrestres, incluidos aranas, cucarachas, grillos, cascarudos y lombrices. Algunos vertebrados pequeños, incluidos camaleones y geckos, también forman parte de su dieta.